# Waabnoong Bemjwang
Doki's Band (Waabnoong Bemjwang, Dokis Indian Band, Dokis), jedna od bandi Chippewa Indijanaca koja je živjela na mjestu gdje French River otiće iz jezera Nipissing na svom 110 dugom putu za Georgian Bay, Ontario, Kanada. danas pod imenom Dokis ili Waabnoong Bemjwang žive na rezervatu Dokis Reserve u Ontariju. Populacija preko 200